# Frontière entre l'Arizona et le Nouveau-Mexique
La frontière entre l'Arizona et le Nouveau-Mexique est une frontière intérieure des États-Unis délimitant les territoires de l'Arizona à l'ouest et du Nouveau-Mexique à l'est.
Son tracé rectiligne sur une orientation nord-sud, suit le 109e méridien ouest de son intersection avec le 37e parallèle nord, un quadripoint baptisé Four Corners, jusqu'à la frontière internationale américano-mexicaine.

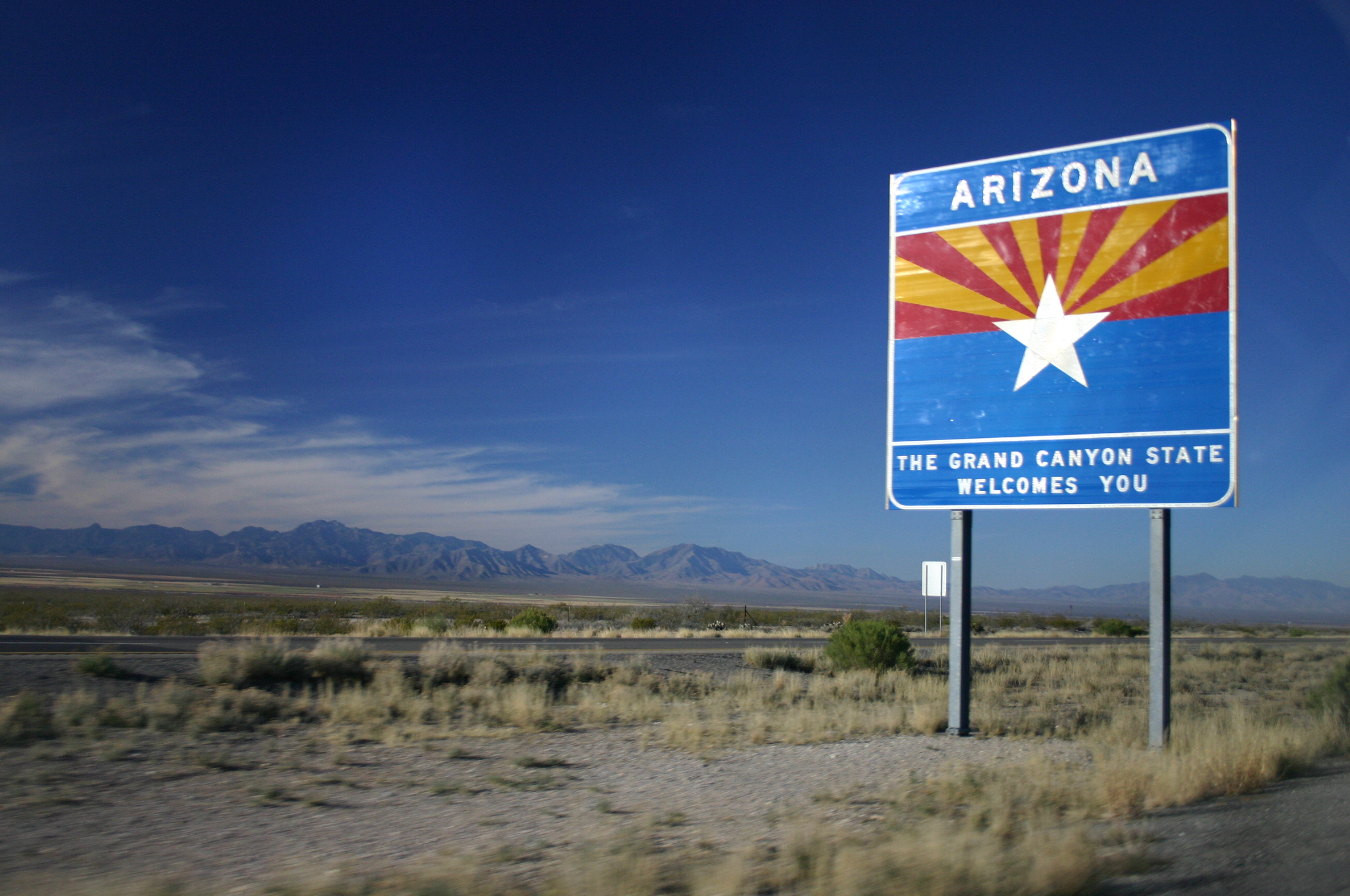
Entrée en Arizona depuis le Nouveau-Mexique.